# Distretto di Sanoyeah
Il distretto di Sanoyeah, a volte indicato come distretto di Sanayea, è un distretto della Liberia facente parte della contea di Bong.